# Narjan-Mar
Narjan-Mar (ruski: Нарьян-Мар) je gradić i upravno sjedište Nenečkog autonomnog okruga u Arhangelskoj oblasti u Rusiji. 
Grad je morska luka i riječna luka, a nalazi se na desnoj obali rijeke Pečore, 110 km od Barentsova mora. Udaljenost od Moskve - 2230 km, od Arhangelska - 1097 km. Najbliža željeznička postaja je Pečora, od koje je udaljena 780 km.
Broj stanovnika:

17.000 (1973.)

18.400 (2001.)

Ime na neneckom jeziku znači: "crveni grad".
Narjan-Mar je utemeljen 1933. zbog izgradnje industrijskih pogona. Status grada stječe 1935. godine. 

## Gospodarstvo i kultura
Od gospodarskih subjekata, u Narjan-Maru su pilane, ribokombinati, uljara.
U gradu je i muzej. 
Narjan-Mar je krajnja točka plinovoda Vasiljkovo — Narjan-Mar., 

## Vanjske poveznice
- Narjan-Mar - Crveni Grad